# Тейлор, Брук
Брук Те́йлор (англ. Brook Taylor, 1685—1731) — английский математик, именем которого называется известная формула, выражающая значение голоморфной функции через значения всех её производных в одной точке.

## Биография

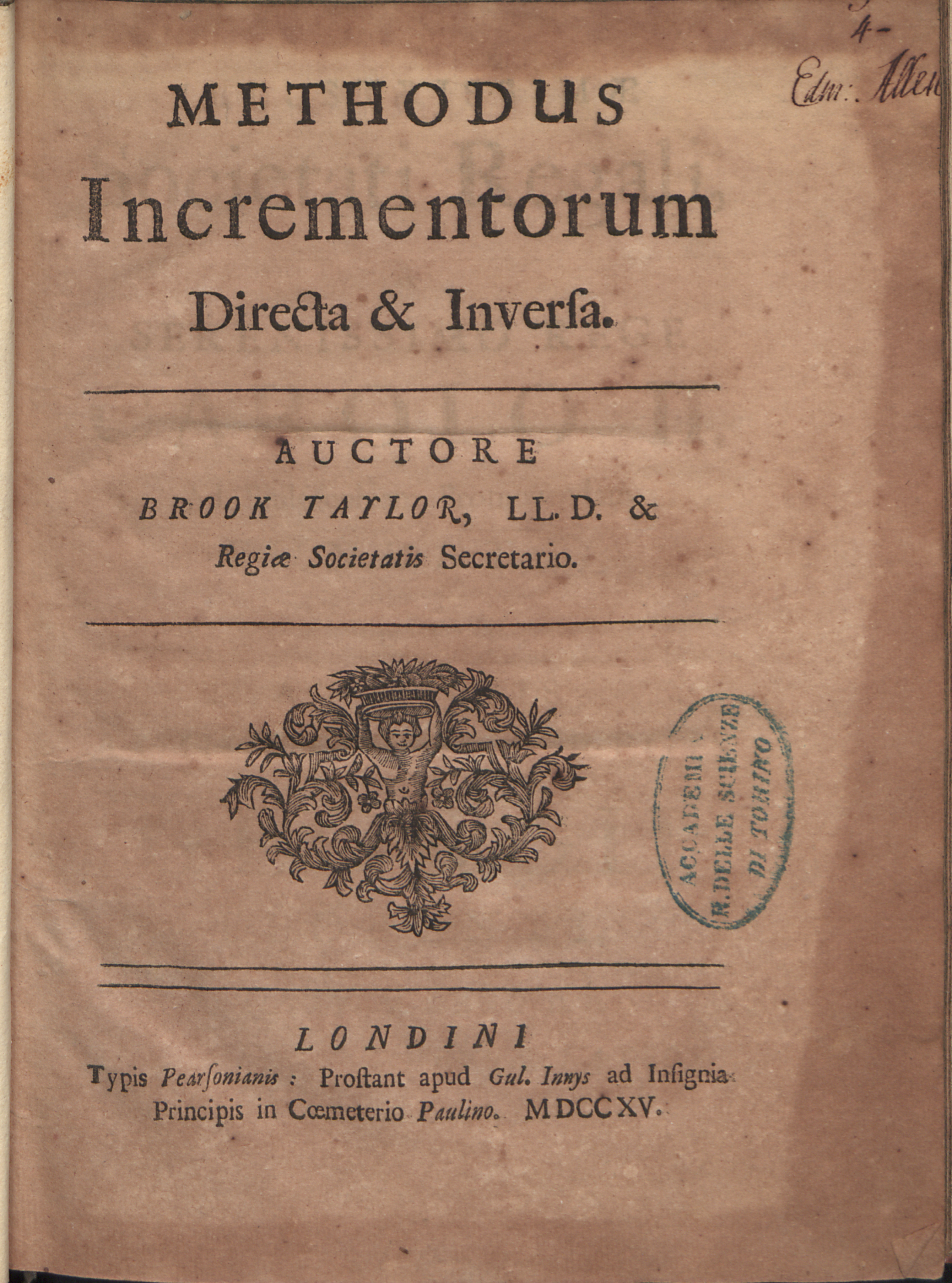
Methodus incrementorum directa et inversa, 1715

Родился в Эдмонтоне 18 августа 1685 года и в 1701-м поступил в колледж св. Иоанна в Кембридже, где он получил в 1709 г. степень бакалавра, а в 1714 г. степень доктора прав. Независимо от этого он изучал математику, и уже в 1708 г. в «Philosophical Transactions» появилась его статья о центре качаний. Позже в том же журнале напечатаны статьи его, относящиеся к весьма разнообразным вопросам: о полёте снарядов, о взаимодействии магнитов, о капиллярных явлениях, о сцеплении между жидкостями и твёрдыми телами. Между прочим, он показал, что среднее сечение свободной поверхности жидкости между двумя вертикальными пластинками, наклонёнными под малым углом одна к другой, есть гипербола.
Ему принадлежит сочинение «New principle of linear perspective» (1715) и большой трактат «Methodus incrementorum directa et inversa» (1715—1717), в котором, кроме вывода его знаменитой формулы, находится теория колебания струн, в которой он приходит к тем же самым результатам, к которым впоследствии пришли Даламбер и Лагранж. Он же первый занимался теоретически вопросом об астрономической рефракции в атмосфере.
Обладая большими математическими способностями, он в то же время был весьма хорошим музыкантом и успешно занимался живописью. Под конец жизни он предался исследованиям по вопросам религии и философии.

## Память
В 1935 г. Международный астрономический союз присвоил имя Тейлора кратеру на видимой стороне Луны.